# Levi (stad)

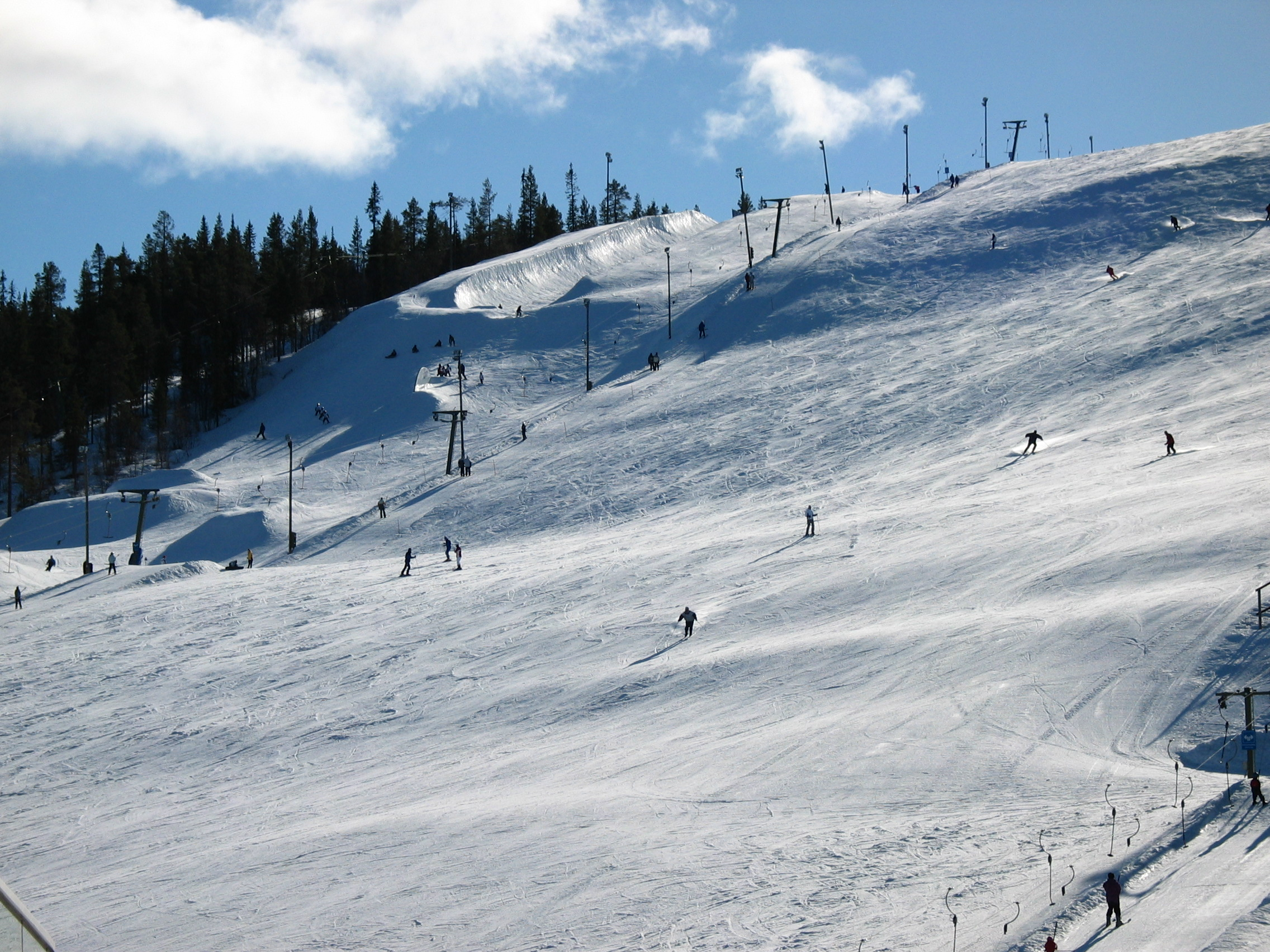
Skipiste in Levi

Levi is een skiresort in de gemeente Kittilä in Fins Lapland dat vooral bekendstaat om zijn skipistes. Er worden dan ook regelmatig grote skiwedstrijden georganiseerd, waaronder World Cup-wedstrijden. Levi is een van de populairste wintersportoorden in Finland.
Levi dankt zijn populariteit aan een goede bereikbaarheid via het vliegveld van Kittilä op circa 12 km afstand en aan een zorgvuldig ontwikkelingsbeleid van de lokale overheid, hetgeen borg staat voor een relatief hoog niveau aan investeringen. Voor de economische crisis van 2009 bedroeg de jaarlijkse bezoekersgroei rond de 20%.
Naast bezoekers uit thuisland Finland trekt Levi ook veel buitenlandse toeristen, met name uit landen als Engeland, Frankrijk, Nederland, de Baltische staten en Rusland. Noren en Zweden worden ook gezien, maar relatief in mindere mate, omdat deze in hun thuislanden over vergelijkbare skiresorts beschikken.
Levi is de commerciële naam van het skiresort dat feitelijk uitgegroeid is uit het dorpje Sirkka. De kern van het dorpje wordt voornamelijk gevormd door hotels, winkels, restaurants, bars en andere toeristische bedrijven. Daaromheen liggen tot in de wijde omtrek de traditionele Finse blokhutten opgetrokken in vurenhout of het luxere kelo.
Vanwege de locatie boven de poolcirkel is Levi sneeuwzeker van begin november tot begin mei. Over het algemeen varieert de sneeuwdikte van een halve meter tot een meter.
Eind december heeft Levi vanwege de noordelijke ligging nauwelijks daglicht, maar in de loop van het skiseizoen neemt de hoeveelheid daglicht snel toe, daar er op 21 juni 24 uur daglicht is. Bijna alle pistes en ook enkele tientallen kilometers loipes zijn verlicht, zodat skiën op elk tijdstip in het seizoen mogelijk is. Over het algemeen zijn de pistes open tot 20:00 uur.
De pistes van Levi zijn niet zeer uitdagend voor de geoefende skiër. Ze zijn goed geprepareerd, breed, ruim van opzet en niet overbevolkt. Ze bieden met name recreatief skiplezier aan mensen met een beginnend en gemiddeld skiniveau, aan kinderen en daarmee dus ook aan gezinnen. De sneeuwkwaliteit is over het algemeen uitstekend en rijen bij de skiliften komen nauwelijks voor.
Het boeken van accommodaties in Levi loopt over het algemeen via Levin Matkailu (internationaal opererend onder de naam Levi Travel), een reisorganisatie die in handen is van de lokale overheid, waarbij nagenoeg alle accommodatie-eigenaren in de omtrek van Levi zich aangesloten hebben.
De centrale website van Levi is hier te vinden.